# اشتراكية السوق

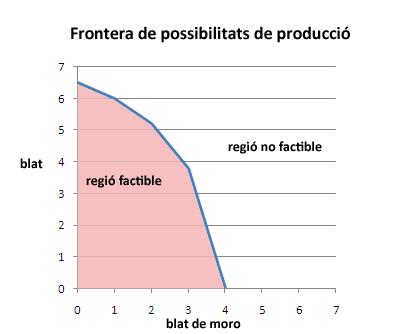

اشتراكية السوق نظام اقتصادي تكون فيه وسائل الإنتاج مملوكة جماعياً أو تعاونياً, تعمل من أجل الربح في إطار اقتصاد السوق. تستخدم الأرباح المتولدة في وسائل الإنتاج في تحديد أجور العاملين، كما تستخدم كمصدر تمويل عام للمجتمع.
الفرق الرئيسي بين اشتراكية السوق والنماذج الاشتراكية القائمة على التخطيط هو وجود سوق لوسائل الإنتاج والسلع.
تختلف اشتراكية السوق عن الاقتصادات المختلطة والسوق الاجتماعية, لأن اشتراكية السوق، على عكس الاقتصادات المختلطة، تكون كاملة وذاتية التنظيم.
كما تختلف اشتراكية السوق عن السياسات التي تطبقها الأحزاب الديمقراطية الاشتراكية في الاقتصادات الرأسمالية في سعيها لتحقيق أكبر قدر من المساواة من خلال الضرائب والإعانات ومشاريع الرعاية الاجتماعية، فاشتراكية السوق تسعى إلى ذلك من خلال إحداث تغيرات في أنماط ملكية وإدارة المشاريع.
يقوم مجلس التخطيط المركزي (CPB) , وفقاً لنظرية اشتراكية السوق، بتحديد الأسعار لتكون مساوية للتكلفة الحدية وضامنة لاستمرارية الإنتاج.
يتم تنفيذ نظرية اشتراكية السوق، وفقاً لبعض علماء الاقتصاد، من خلال الملكية العامة للثروة والرقابة العامة على الاستثمار.

## لمحة عامة
تعدّ اشتراكية السوق نوعًا من أنواع النظم الاقتصادية يتضمن الملكية العامة أو التعاونية أو الاجتماعية لوسائل الإنتاج في إطار اقتصاد السوق. تتميز اشتراكية السوق عن لاشتراكية السوق في أن آلية السوق تستخدم لتخصيص السلع الرأسمالية ووسائل الإنتاج. وحسب النموذج المحدد لاشتراكية السوق، فإن الأرباح الناتجة عن الشركات المملوكة اجتماعيًا (أي صافي الإيرادات غير المستثمرة في توسيع الشركة) يمكن استخدامها بشكل مختلف لمكافأة الموظفين مباشرة أو استحقاقها للمجتمع ككل كمصدر للتمويل العام أو لتوزيعها على السكان على شكل عوائد اجتماعية.
يختلف مفهوم اشتراكية السوق عن مفهوم الاقتصاد المختلط لأنه على عكس نماذج الاقتصاد المختلط، فإن اشتراكية السوق تعتبر أنظمة كاملة وقابلة للتنظيم الذاتي. تخالف اشتراكية السوق أيضًا سياسات الديمقراطية الاجتماعية المنفذة داخل اقتصاد السوق الرأسمالية. في حين تهدف الديمقراطية الاجتماعية إلى تحقيق أكبر قدر من الاستقرار الاقتصادي والمساواة من خلال تدابير السياسة العامة مثل الضرائب والإعانات وبرامج الرعاية الاجتماعية، تهدف اشتراكية السوق إلى تحقيق أهداف مماثلة من خلال تغيير أنماط ملكية المؤسسات وإدارتها.
على الرغم من ظهور المقترحات الاقتصادية التي تنطوي على الملكية الاجتماعية مع أسواق عوامل الإنتاج منذ أوائل القرن التاسع عشر، فإن مصطلح اشتراكية السوق لم يظهر إلا في عشرينيات القرن الماضي أثناء مناقشة الحساب الاشتراكي. انبثقت اشتراكية السوق المعاصرة من النقاش حول الحساب الاشتراكي خلال أوائل القرن العشرين وحتى منتصفه بين الاقتصاديين الاشتراكيين الذين اعتقدوا أن الاقتصاد الاشتراكي لا يمكن أن يعمل على أساس الحسابات العينية وليس من خلال حل نظام المعادلات المتزامنة للتنسيق الاقتصادي، وأن أسواق رأس المال ستكون مطلوبة في الاقتصاد الاشتراكي.
تعود جذور النماذج الأولى لاشتراكية السوق إلى عمل آدم سميث ونظريات الاقتصاد الكلاسيكي التي تألفت من مقترحات للشركات التعاونية العاملة في اقتصاد السوق الحر. كان الهدف من هذه المقترحات هو القضاء على الاستغلال من خلال السماح للأفراد بالحصول على المنتج الكامل لعملهم مع إزالة الآثار المشوهة للسوق المتمثلة في تركيز الملكية والثروة في أيدي فئة صغيرة من أصحاب القطاع الخاص. من بين أوائل دعاة اشتراكية السوق، الاقتصاديون الريكارديون وفلاسفة التكافل. في أوائل القرن العشرين، قدم كل من أوسكار لانج وآبا ليرنر نموذجًا تقليديًا جديدًا للاشتراكية تضمن دور مجلس التخطيط المركزي (سي بي بي) في تحديد أسعار تساوي التكلفة الحدية لتحقيق مبدأ باريتو. على الرغم من أن هذه النماذج المبكرة لم تعتمد على الأسواق التقليدية، فقد تم تصنيفها على أنها اشتراكية لأنها تستخدم الأسعار المالية والحساب. في النماذج الأحدث التي اقترحها الاقتصاديون الكلاسيكيون الأمريكيون الجدد، تتحقق الملكية العامة لوسائل الإنتاج من خلال الملكية العامة للأسهم والسيطرة الاجتماعية على الاستثمار.

## التاريخ النظري

### الاقتصاد الكلاسيكي
الأساس النظري الرئيسي لاشتراكية السوق هو رفض المصادرة الأساسية لفائض القيمة الموجودة في أنماط الإنتاج الأخرى الاستغلالية. تعود النظريات الاشتراكية التي فضلت عودة تاريخ السوق إلى الاشتراكيين الريكارديين والاقتصاديين الأناركيين، الذين دافعوا عن وجود سوق حر مع الملكية العامة أو الملكية المتبادلة لوسائل الإنتاج.
من ضمن مؤيدو اشتراكية السوق المبكرة من الاقتصاديون الاشتراكيون الريكارديون، الفيلسوف الليبرالي الكلاسيكي جون ستيوارت مِل والفيلسوف الأناركي بيير جوزيف برودون. هذه النماذج من الاشتراكية تتطلب إتقان أو تحسين آلية السوق ونظام السعر الحر من خلال إزالة التشوهات الناجمة عن الاستغلال والملكية الخاصة والعمالة المنفردة. هذا النوع من اشتراكية السوق أُطلق عليه اشتراكية السوق الحرة لأنه لا يشمل المخطِطين.

#### جون ستيوارت مِل
كانت فلسفة مِل الاقتصادية المبكرة واحدة من الأسواق الحرة التي حركها لتصبح أكثر اشتراكية، مضيفًا فصول إلى مبادئ الاقتصاد السياسي في الدفاع عن نظرة الاشتراكية، والدفاع عن بعض أسباب الاشتراكية. وضمن هذا العمل المنقح قدم أيضًا اقتراحًا جذريًا بإلغاء نظام الأجور بالكامل لصالح نظام الأجور التعاوني. ومع ذلك، بقيت بعض وجهات نظره حول فكرة فرض ضرائب ثابتة، وإن كانت قد تغيرت في الطبعة الثالثة من مبادئ الاقتصاد السياسي لتعكس الاهتمام بتمييز القيود على الدخل غير المكتسب الذي كان يفضله، والدخل المكتسب، وهو ما لم يحبذه. كانت مبادئ مِل، التي نُشرت لأول مرة في عام 1848، واحدة من أكثر المنشورات قراءة في الاقتصاد على نطاق واسع في تلك الفترة. حينما ظهرت ثروة الأمم لآدم سميث خلال فترة مبكرة، هيمنت مبادئ مِل على تدريس الاقتصاد. فيما يخص جامعة أكسفورد، ظل النص القياسي حتى عام 1919، إذ استبدل بمبادئ الاقتصاد لألفريد مارشال. روج مِل لاستبدال الشركات الرأسمالية بالتعاونيات العمالية، وكتب:
ومع ذلك، فإن شكل الارتباط، إذا استمر تطور البشرية، يجب توقعه في نهاية الهيمنة، ليس هو الشكل الذي يمكن أن يوجد بين الرأسمالي كرئيس، وبين العاملين الذين لا صوت لهم في الإدارة، ولكن رابطة العمال أنفسهم على أساس المساواة، والتملك الجماعي لرأس المال الذي يتابعون أعمالهم به ويعملون تحت إدارة مديرين منتخبين وقادرين على تنحيتهم.

#### (التبادلية) تبادل المنافع والمصالح
طور بيير جوزيف برودون نظام نظري يسمى «التبادلية» يهاجم شرعية حقوق الملكية الحالية والإعانات والشركات والمصارف والإيجار. تصور برودون وجود سوق لا مركزية إذ يدخل الناس إلى السوق بقوة متساوية، مما يلغي عبودية الأجور. حيث يعتقد المؤيدون أن التعاونيات والاتحادات الائتمانية وغيرها من أشكال ملكية العمال ستتحقق دون الخضوع إلى سلطة الدولة. واستخدمت اشتراكية السوق لوصف بعض الأعمال الأناركية الفردية التي تجادل بأن الأسواق الحرة تساعد العمال وتضعف الرأسماليين.

#### الأناركية الفردية في الولايات المتحدة
قال المؤرخ الأناركي الأمريكي يونيس مينيت شوستر، «من الواضح أن الأناركية الفخرية كانت موجودة في الولايات المتحدة في وقت مبكر من عام 1848 وأنها لم تكن تدرك ارتباطها بالفوضوية الفردية لجوشيا وارن وستيفن بيرل أندروز. قدم ويليام بي غرين هذا التبادل الفخري بأنقى صورة وانتظام». يُنظر إلى جوشيا وارين على أنه أول أناركي أمريكي، وكانت الصحيفة الأسبوعية ذات الأربع صفحات ذا بيسفل ريفولوشنست والتي حررها خلال عام 1833، أول المنشورات الأناركية الدورية، وهو مشروع مطبعة خاص به، يضفي نوعه الخاص، وصنع لوحات الطباعة الخاصة به.
كان وارن من أتباع روبرت أوين وانضم إلى مجتمع أوين في نيو هارموني، إنديانا. أطلق جوشيا وارن عبارة «كلفة حد الأسعار»، مع الإشارة إلى أن «الكلفة» هنا لا تعني السعر النقدي المدفوع ولكن العمل الذي ينتج عنصرًا. لذلك، «اقترح نظامًا للدفع بالشهادات التي تشير إلى عدد ساعات العمل التي أمضوها العمال. ويمكنهم تبادل الملاحظات في المتاجر التي تعمل بالتوقيت المحلي للسلع التي استغرقت نفس زمن الإنتاج». وضع نظرياته للاختبار من خلال إنشاء تجربة «العمل مقابل متجر العمل» الذي يسمى ذا سينسيناتي تايم ستور إذ سهلت التجارة من خلال الملاحظات المدعومة بالوعد لأداء العمل. أثبت المتجر نجاحه وعمله لمدة ثلاث سنوات وأغلق بعدها حتى يتمكن وارن من متابعة إنشاء مستعمرات قائمة على أساس التبادلية. من هذه المستعمرات يوتوبيا والعصر الحديث. قال وارن إن كتاب ستيفن بيرل أندروز «علم المجتمع»، الذي نُشر عام 1852، كان الشرح الأكثر وضوحًا وكمالاً لنظريات وارن.
في وقت لاحق، دمج بنيامين تاكر بين اقتصاد وارن وبرودون ونشر هذه الأفكار في ليبرتي واصفًا إياها بـ «الاشتراكية الأناركية».  قال تاكر: «إن حقيقة أن هناك فئة من الناس تعتمد معيشتهم على بيع أعمالهم، في حين أن فئة أخرى مرتاحون من هذه الأمور من خلال امتيازهم القانوني لبيع شيء لا يمثل عملاً. وفي مثل هذه الحالات، فأنا أعارض كثيرًا مثل أي شخص آخر، لكن في اللحظة التي يلغى فيها الامتياز سيبادل كل رجل أعماله مع زملائه العمال. تهدف الأناركية الاشتراكية إلى إلغاء الربا، إذ تسعى إلى حرمان رأس المال من مكافأته».  أناركية السوق اليسارية هي فرع حديث من أناركية السوق الحر التي تقوم على إحياء مثل هذه النظريات الاشتراكية للسوق.